# 条约
條約，根据1969年《维也纳条约法公约》的定义，是指国际法主体之间签订的有关其权利义务的受国际法管辖的书面协定。廣義的條約包括有关政治、經濟、軍事與文化等各種協定，条约的名称则有公約、協定、議定書、換文、聯合國宣言和憲章等不同的称呼；狹義的條約指重大的政治性的協定，如同盟條約、邊界條約等。但並不是所有國際間的協定都是條約，有部份只屬於合約。在許多國家中，透過憲法或法律規定，將條約視為地位等同（或高於）國內法的法律，可為該國法院進行判決時適用。

## 歷史
已知最古老的外交條約，是由埃及法老拉美西斯二世和赫梯國王哈图西里三世在公元前1259年所簽定的埃及赫梯和約，同時也是現存最古老的書面條約。

## 条约的分类
1. 造法性條約：用以設立普遍适用的規則，如《维也纳領事關係公約》，《维也纳条约法公约》等。
2. 契约性条约：一般只涉合兩個國家，如1984年《中英聯合聲明》中大不列顛及北愛爾蘭聯合王國聲明將香港移交給中華人民共和國。

根据条约缔约国家的数目多少可以将条约分为双边条约（bilateral treaty）和多边条约（multilateral treaty）。

## 条约的实施
条约按照实施的方式，可以分为自动实施的条约和非自动实施的条约。两国签署了非自动实施的条约后，可能需要修改国内法以符合条约的要求；在修改国内法以前，该条约处于尚未实施的状态。

## 近代事例
- 马关条约
- 辛丑条约